# AAAレイナ・デ・レイナス王座
AAAレイナ・デ・レイナス王座は、AAAが管理、認定している王座。

## 歴代王者
| 歴代   | 選手                       | 戴冠回数 | 獲得日付       | 獲得場所                                   |
| ------ | -------------------------- | -------- | -------------- | ------------------------------------------ |
| 初代   | ソチ浜田                   | 1        | 1999年2月19日  | プエブラ州プエブラ                         |
| 第2代  | エステル・モレノ           | 1        | 1999年10月6日  | サン・ルイス・ポトシ州サン・ルイス・ポトシ |
| 第3代  | ロッシー・モレノ           | 1        | 2000年8月21日  | ミチョアカン州モレリア                     |
| 第4代  | レディ・アパッチェ         | 1        | 2001年2月17日  | ベラクルス州ベラクルス                     |
| 第5代  | エステル・モレノ           | 2        | 2002年2月23日  | ベラクルス州ベラクルス                     |
| 第6代  | マルタ・ビジャロボス       | 1        | 2002年5月4日   | タマウリパス州レイノサ                     |
| 第7代  | ティファニー               | 1        | 2003年2月23日  | メキシコ                                   |
| 第8代  | レディ・アパッチェ         | 2        | 2004年2月1日   | ハリスコ州サポパン                         |
| 第9代  | ティファニー               | 2        | 2005年2月20日  | メキシコシティ                             |
| 第10代 | ミス・ジャネス             | 1        | 2006年2月18日  | ベラクルス州オリサバ                       |
| 第11代 | ティファニー               | 3        | 2007年3月25日  | イダルゴ州トラウエリルパン                 |
| 第12代 | ファビー・アパッチェ       | 1        | 2008年5月28日  | ミチョアカン州モレリア                     |
| 第13代 | セクシー・スター           | 1        | 2009年9月26日  | ヌエボ・レオン州モンテレイ                 |
| 第14代 | マリー・アパッチェ         | 1        | 2010年8月14日  | ベラクルス州オリサバ                       |
| 第15代 | ピンピネーラ・エスカルラタ | 1        | 2011年7月31日  | ハリスコ州グアダラハラ                     |
| 第16代 | セクシー・スター           | 2        | 2011年12月16日 | プエブラ州プエブラ                         |
| 第17代 | ファビー・アパッチェ       | 2        | 2013年3月17日  | ヌエボ・レオン州モンテレイ                 |
| 第18代 | タヤ・ヴァルキリー         | 1        | 2014年8月17日  | メキシコシティ                             |
| 第19代 | 浜田文子                   | 1        | 2017年3月19日  | ヌエボ・レオン州モンテレイ                 |
| 第20代 | タヤ・ヴァルキリー         | 2        | 2017年4月21日  | バハ・カリフォルニア州ティフアナ           |
| 第21代 | セクシー・スター           | 3        | 2017年7月16日  | ヌエボ・レオン州モンテレイ                 |
| 第22代 | レディ・シャニ             | 1        | 2017年10月1日  | サン・ルイス・ポトシ州サン・ルイス・ポトシ |
| 第23代 | ファビー・アパッチェ       | 3        | 2018年1月26日  | メキシコシティ                             |
| 第24代 | レディ・シャニ             | 2        | 2018年12月2日  | アグアスカリエンテス州アグアスカリエンテス |
| 第25代 | ケイラ                     | 1        | 2019年6月16日  | ユカタン州メリダ                           |
| 第26代 | テッサ・ブランチャード     | 1        | 2019年8月3日   | メキシコシティ                             |
| 第27代 | タヤ・ヴァルキリー         | 3        | 2019年9月15日  | アメリカ・ニューヨーク州ニューヨーク       |
| 第28代 | ファビー・アパッチェ       | 4        | 2021年5月1日   | プエブラ州サン・ペドゥロ・チョルラ         |
| 第29代 | ディオナ・パラッツォ       | 1        | 2021年8月14日  | メキシコシティ                             |
| 第30代 | タヤ・ヴァルキリー         | 4        | 2022年4月23日  | アメリカ・ニューヨーク州ポキプシー         |
| 第31代 | フラメル                   | 1        | 2023年8月12日  | メキシコシティ                             |